# Верхове
Верхове (до 2016 — Жовтне́ве) — село в Україні, у Близнюківській селищній громаді Лозівського району Харківської області. Населення становить 22 осіб. До 2020 орган місцевого самоврядування — Надеждинська сільська рада.

## Географія
Село Верхове знаходиться за 5-й км від селища Близнюки, за 2 км протікає річка Бритай.

## Історія
1920 — дата заснування.
Село внесено до переліку населених пунктів, які потрібно перейменувати згідно із законом «Про засудження комуністичного та націонал-соціалістичного (нацистського) тоталітарних режимів в Україні та заборону пропаганди їхньої символіки».
12 червня 2020 року, відповідно до Розпорядження Кабінету Міністрів України № 725-р «Про визначення адміністративних центрів та затвердження територій територіальних громад Харківської області», увійшло до складу Близнюківської селищної громади.
19 липня 2020 року, в результаті адміністративно-територіальної реформи та ліквідації Близнюківського району, увійшло до складу Лозівського району Харківської області.